# Ignác Fábry
Ignác Fábry, né le 28 juillet 1792 à Sátoraljaújhely (Hongrie) et mort le 24 juin 1867 à Košice (Slovaquie), est un prélat catholique. Il fut évêque de Košice ue 15 mai 1852 à sa mort. Il fut initiateur avec l'architecte Imre Henszlmann d'une rénovation de la cathédrale Sainte-Élisabeth pour laquelle il consacra la somme de 100 000 florins.

## Biographie

### Jeunesse
Ignác a fréquenté l'école primaire dans sa ville natale. Puis, il a entamé l'enseignement secondaire à Košice où il s'est mis à l'étude de la Philosophie. Ensuite, il a poursuivi ses cours au séminaire de Pest où il les a terminé le 1er septembre 1813. L'ordination s'ensuivit le 1er août 1815.

### Ministère
Après son ordination, Fábry a d'abord été archiviste, puis, à partir de 1817, secrétaire de son évêque. En 1821, on le chargeait de la prêtrise à Monok où il fonda une école.
En 1834, son supérieur ecclésiastique le transférait au diocèse de Szeged-Csanád afin d'y servir sous la direction de l'évêque József Lonovics von Krivina (1873 - 1867). Là, à partir de 1835, Fábry occupait le poste de chanoine.
En 1847, il devint responsable du chapitre et des organismes de bienfaisance. Ensuite, lorsque le diocèse de Csanád est devenu vacant en 1848, il a été sélectionné pour le poste de remplaçant.
Enfin, le 5 février 1852, Ignác Fábry est nommé évêque de Košice. Plus de six mois plus tard, le 27 septembre, lorsqu'il avait déjà atteint l'âge de 60 ans, le Saint-Siège a confirmé sa nomination.
Le sacre épiscopal a eu lieu le mardi 30 novembre 1852, présidé par Vojtech Bartakovics, archevêque d'Eger, assisté de István Kollárcsik, évêque de Rožňava et de Joseph Gaganecz, évêque de l'Église grecque-catholique slovaque de Prešov.
Ignác Fábry était un mécène très généreux. De ses ressources privées, il a dépensé 90 000 florins austro-hongrois dans des institutions éducatives et caritatives et 100 000 florins dans la rénovation de la cathédrale de Košice.

### Décès
Mgr Ignác Fábry est décédé au cours de l'été 1867, le 24 juin, après quasi 52 ans de service pour l'Église catholique. Il a été enterré à Košice, dans la cathédrale Sainte-Élisabeth, dans une crypte sous la chapelle de la révélation à la Vierge Marie.